# Lunpo Gangri
Lunpo Gangri (také Loinbo Kangri) je hora vysoká 7 095 m n. m. nacházející  se v pohoří Transhimálaj v Tibetské autonomní oblasti Čínské lidové republiky.

## Prvovýstup
Na vrchol Lunpo Gangri poprvé vystoupili dne 23. října 1996 čínský horolezec Cha Jin-Chol a dva Korejci You Seok-Jae a Bang Jung-il přes severovýchodní hřeben.